# Lista de líderes do Iêmen do Sul
A República Popular Democrática do Iêmen, comumente referida como Iêmen do Sul, se tornou independente como República Popular do Iêmen do Sul, em 1967. Em Maio de 1994, o Iêmen do Sul, se rebelou após a Unificação do Iêmen e estabeleceu-se um Estado de curta duração, a República Democrática do Iêmen.
A partir de 2007, protestos e manifestações por parte dos cidadãos que exigem um retorno do antigo Estado do sul têm sido comuns, tanto nas províncias do sul do Iêmen como internacionalmente. Muitos iemenitas do sul se queixam de que o governo (comprometido principalmente com as autoridades do norte) está abusando do acordo de unidade, alegando injusta distribuição de recursos e de discriminação contra eles.
Este anexo tem como objetivo listar todos líderes do antigo Iêmen do Sul.

## Chefes de Estado
| Nº                                                            | Fotografia | Nome                                                           | Empossado              | Deixou o cargo         | Partido                       | Notas |
| ------------------------------------------------------------- | ---------- | -------------------------------------------------------------- | ---------------------- | ---------------------- | ----------------------------- | ----- |
| Presidente da República Popular do Iêmen do Sul               |            |                                                                |                        |                        |                               |       |
| 1                                                             |            | Qahtan Muhammad al-Shaabi قحطان محمد الشعبي‎ (1920–1981)        | 30 de Novembro de 1967 | 22 de Junho de 1969    | Frente de Libertação Nacional | [I]   |
| Presidentes do Conselho Presidencial                          |            |                                                                |                        |                        |                               |       |
| 2                                                             |            | Salim Rubai Ali سالم ربيع علي "سالمين (1935–1978)              | 23 de Junho de 1969    | 26 de Junho de 1978    | Frente de Libertação Nacional | [II]  |
| 3                                                             |            | Ali Nasir Muhammad علي ناصر محمد الحسني (n. 1939)              | 26 de Junho de 1978    | 27 de Dezembro de 1978 | Partido Socialista Iemenita   | [III] |
| Presidentes do Presidium do Conselho Popular Supremo          |            |                                                                |                        |                        |                               |       |
| 4                                                             |            | Abdul Fattah Ismail عبد الفتاح إسماعيل علي الجوفي (1939-1986)  | 27 de Dezembro de 1978 | 21 de Abril de 1980    | Partido Socialista Iemenita   | [IV]  |
| (2)                                                           |            | Ali Nasir Muhammad علي ناصر محمد الحسني (n. 1939)<small\>      | 21 de Abril de 1980    | 24 de Janeiro de 1986  | Partido Socialista Iemenita   | [III] |
| 5                                                             |            | Haidar Abu Bakr al-Attas حيدر أبو بكر العطاس (n. 1939)<small\> | 24 de Janeiro de 1986  | 22 de Maio de 1990     | Partido Socialista Iemenita   | [V]   |
| Unificação do Iêmen (22 de Maio de 1990 - 21 de Maio de 1994) |            |                                                                |                        |                        |                               |       |
| Presidente da República Democrática do Iêmen                  |            |                                                                |                        |                        |                               |       |
| 6                                                             |            | Ali Salim al-Beidh علي سالم البيض (b. 1939)<small\>            | 21 de Maio de 1994     | 7 de Julho de 1994     | Partido Socialista Iemenita   | [VI]  |

## Chefes de Governo
| Nº                                                            | Retrato | Nome                                                   | Empossado               | Deixou o cargo          | Partido                       | Notas |
| ------------------------------------------------------------- | ------- | ------------------------------------------------------ | ----------------------- | ----------------------- | ----------------------------- | ----- |
| Primeiros-ministros da República Popular do Iêmen do Sul      |         |                                                        |                         |                         |                               |       |
| 1                                                             |         | Faysal al-Shaabi فيصل عبد الطيف الشعبي (?-1971)        | 6 de Abril de 1969      | 22 de Junho de 1969     | Frente de Libertação Nacional | [I]   |
| 2                                                             |         | Muhammad Ali Haitham محمد علي هيثم (1940-1993)         | 23 de Junho de 1969     | Veja acima              | Frente de Libertação Nacional | [II]  |
| Primeiros-ministros da República Popular Democrática do Iêmen |         |                                                        |                         |                         |                               |       |
| 2                                                             |         | Muhammad Ali Haitham محمد علي هيثم (1940-1993)         | Veja acima              | 2 de Agosto de 1971     | Frente de Libertação Nacional | [II]  |
| 3                                                             |         | Ali Nasir Muhammad علي ناصر محمد الحسني (n. 1939)      | 2 de Agosto de 1971     | 14 de Fevereiro de 1985 | Partido Socialista Iemenita   | [III] |
| 4                                                             |         | Haidar Abu Bakr al-Attas حيدر أبو بكر العطاس (n. 1939) | 14 de Fevereiro de 1985 | 8 de Fevereiro de 1986  | Partido Socialista Iemenita   | [III] |
| 5                                                             |         | Yasin Said Numan ياسين سعيد نعمان (n. 1948)            | 8 de Fevereiro de 1986  | 22 de Maio de 1990      | Partido Socialista Iemenita   | [IV]  |
| Unificação do Iêmen (22 de Maio de 1990 – 21 de Maio de 1994) |         |                                                        |                         |                         |                               |       |
| Primeiro-ministros da República Democrática do Iêmen          |         |                                                        |                         |                         |                               |       |
| 6                                                             |         | Haidar Abu Bakr al-Attas حيدر أبو بكر العطاس (n. 1939) | 21 de Maio de 1994      | 7 de Julho de 1994      | Partido Socialista Iemenita   | [III] |

## Chefes de Partido
| Nº                                                                | Fotografia | Nome                                                          | Empossado              | Deixou o cargo        | Notas |
| ----------------------------------------------------------------- | ---------- | ------------------------------------------------------------- | ---------------------- | --------------------- | ----- |
| Secretário-Geral do Comitê Central do Partido Socialista do Iêmen |            |                                                               |                        |                       |       |
| 1                                                                 |            | Abdul Fattah Ismail عبد الفتاح إسماعيل علي الجوفي (1939-1986) | 21 de Dezembro de 1978 | 21 de Abril de 1980   | [I]   |
| 2                                                                 |            | Ali Nasir Muhammad علي ناصر محمد الحسني (n. 1939)             | 21 de Abril de 1980    | 24 de Janeiro de 1986 | [II]  |
| 3                                                                 |            | Ali Salim al-Beidh علي سالم البيض (n. 1939)                   | 24 de Janeiro de 1986  | 7 de Julho de 1994    | [III] |